# Industrial Workers of the World

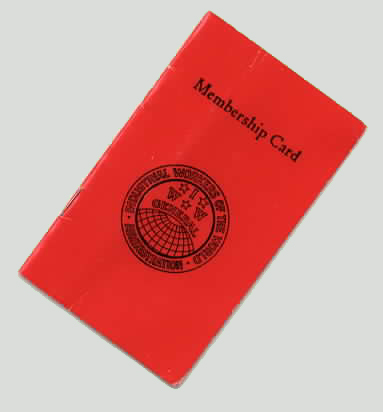
Členský průkaz IWW

Industrial Workers of the World (IWW, Průmysloví dělníci světa) je mezinárodní anarchosyndikalistická odborová organizace, založená 27. června 1905 v Chicagu, aktivní zejména v USA a dalších anglicky mluvících zemích. Jejím členům se také říká Wobblies (původ výrazu není znám). Programem organizace je zrušení soukromého vlastnictví výrobních prostředků a námezdní práce, kterou má nahradit samospráva pracujících. IWW vznikla za účelem odstranění roztříštěnosti dělnického hnutí, vyhlásila proto zásadu One Big Union (jeden velký svaz). Jejím heslem je „An injury to one is an injury to all“ („Ublížit jednomu znamená ublížit všem“).
Mezi zakladateli byli Eugene Debs, Mary Harris Jonesová a Bill Haywood. Organizace prosazovala metodu přímé akce, kterou uplatnila např. při stávce v továrně Pressed Steel Car Company v McKees Rocks v roce 1909. Významná byla také kampaň za svobodu projevu, během níž bylo v roce 1910 ve Spokane uvězněno 500 příznivců IWW. Svaz také organizoval stávku česáčů chmele v srpnu 1913 v kalifornském Wheatlandu. Tyto akce spolu s odporem IWW proti účasti USA v první světové válce vedly k četným represím. V roce 1915 byl popraven za neprokázanou vraždu člen IWW, písničkář Joe Hill (vlastním jménem Joel Hägglund). 5. listopadu 1916 bylo v Everettu zabito policií pět příslušníků hnutí. 15. června 1917 byl vydán Zákon o špionáži, na jehož základě bylo uvězněno 101 odborových aktivistů. V roce 1917 bylo v Tulse lynčováno místním Ku-Klux-Klanem 17 Wobblies. V roce 1919 došlo ve městě Centralia k potyčkám mezi Americkou legií a členy IWW, při nichž byl lynčován a oběšen válečný veterán Wesley Everest.
V roce 1923 měla IWW okolo 40 000 členů. Po založení komunistické strany přešli do jejích řad John Reed, William Z. Foster a další, což vedlo v roce 1924 k rozkolu uvnitř IWW a celkové ztrátě jejího vlivu. V období mccarthismu byla organizace prohlášena za nepřátelskou a četní její členové vyslýcháni policií. V šedesátých letech IWW spolupracovala s radikálními aktivisty jako byl Fredy Perlman nebo Situacionistická internacionála. V devadesátých letech se IWW přidala i k ekologickému hnutí, podílela se např. na kampani Redwood Summer proti kácení sekvojí. V roce 2004 byla založena buňka IWW mezi zaměstnanci řetězce Starbucks. V roce 2011 vyjádřili Wobblies podporu hnutí Occupy Wall Street. Organizace provozuje vlastní obchody a restaurace spravované podle syndikalistických zásad, jako byla Red and Black Café.
Orgánem IWW je list Industrial Worker.
Členy IWW byli spisovatelé Eugene O'Neill, Gary Snyder a Kenneth Rexroth, zpěváci Hiski Salomaa a David Rovics, filosof Noam Chomsky nebo novinářka Dorothy Dayová.